# Igreja Matriz de Lamalonga
A Igreja Matriz de Lamalonga, também referida como Igreja Paroquial de Lamalonga, Igreja de Nossa Senhora dos Reis e Igreja de Nossa Senhora dos Reis de Lamalonga, localiza-se na freguesia de Lamalonga, no Município de Macedo de Cavaleiros, no Distrito de Bragança, em Portugal.
Encontra-se classificada como Monumento de Interesse Público desde 2013.

## História
Foi erguida no século XVIII com algum cariz barroco. Nela destaca-se a sua talha dourada.